# Lijst van voetbalinterlands Georgië - Oezbekistan
Deze lijst van voetbalinterlands is een overzicht van alle officiële voetbalwedstrijden tussen de nationale teams van Georgië en Oezbekistan. De voormalige Sovjet-republieken speelden tot op heden twee keer tegen elkaar. De eerste ontmoeting, een vriendschappelijke wedstrijd, werd gespeeld op 23 januari 2017 in Dubai (Verenigde Arabische Emiraten). Het laatste duel, eveneens een vriendschappelijke wedstrijd, vond plaats op 15 november 2021 in Gori.

## Wedstrijden
| № | Plaats | Datum            | Competitie        | Wedstrijd             | Uitslag |
| - | ------ | ---------------- | ----------------- | --------------------- | ------- |
| 1 | Dubai  | 23 januari 2017  | Vriendschappelijk | Oezbekistan − Georgië | 2 − 2   |
| 2 | Gori   | 15 november 2021 | Vriendschappelijk | Georgië − Oezbekistan | 1 − 0   |

## Samenvatting
| Competitie        | Totaal gespeeld | Winst Georgië | Gelijk | Winst Oezbekistan | Doelsaldo Georgië – Oezbekistan |
| ----------------- | --------------- | ------------- | ------ | ----------------- | ------------------------------- |
| Vriendschappelijk | 2               | 1             | 1      | 0                 | 3 − 2                           |
| Totaal            | 2               | 1             | 1      | 0                 | 3 − 2                           |

## Details

### Eerste ontmoeting
| Vriendschappelijk (Dubai, Verenigde Arabische Emiraten, 23 januari 2017): |              | |
| Oezbekistan | 2 – 2        | Georgië |
| Eldor Shomurodov 45' Eldor Shomurodov 78' | goals        | 69' Temur Shonia 77' Saba Lobzjanidze |
| Samvel Babayan | bondscoach   | Vladimír Weiss |
| Alexander Lobanov Islom Tuxtaxo'jayev Djavokhir Sokhibov Davronbek Khashimov Jamshid Iskanderov 90' Stanislav Andreev Azim Akhmedov Otabek Shukurov 80' Eldor Shomurodov Igor Sergeev Marat Bikmaev 57' | opstellingen | Roin Kvaskhvadze 90' Lasja Sjergelasjvili Giorgi Rechviasjvili 63' Oetsja Lobzjanidze 84' Temoer Sjonia 82' Saba Lobzjanidze 90' Otari Kiteisjvili 70' Boedoe Zivzivadze Beka Toegoesji Davit Chotsjolava 57' Batsjana Araboeli |
| Jaloliddin Masharipov 57' Salamat Qutiboev 80' Rustamjon Ashurmatov 90' | wissels      | 57' Lasja Paroenasjvili 70' Vladimir Dvalisjvili 82' Giorgi Charaisjvili 84' Oleg Mamasachlisi 90' Dzjemal Tabidze 90' Giorgi Papoenasjvili                                                                                     |
| Otabek Shukurov 22' | gele kaarten | 63' Oetsja Lobzjanidze 87' Giorgi Charaisjvili |
| Azim Akhmedov 90' | rode kaarten | |
| - Op vier spelers na (Vladimir Dvalisjvili, Roin Kvaschvadze, Oetsja Lobzjanidze en Giorgi Papoenasjvili) brengt Georgië louter debutanten in het veld.                                                 |              | |

GFF · A-internationals · Bondscoaches · Statistieken · Georgisch vrouwenelftal · Georgië U21 · Georgië U20 · Georgië U19 · Georgië U18 · Georgië U17 · Georgië U16
1990 – 1999 ·
2000 – 2009 ·
2010 – 2019 ·
2020 − 2029
1990 · 
1991 · 
1992 · 
1993 · 
1994 · 
1995 · 
1996 · 
1997 · 
1998 · 
1999 · 
2000 · 
2001 · 
2002 · 
2003 · 
2004 · 
2005 · 
2006 · 
2007 · 
2008 · 
2009 · 
2010 · 
2011 · 
2012 · 
2013 · 
2014 · 
2015 ·
2016 ·
2017 ·
2018 ·
2019 ·
2020 ·
2021 ·
2022 ·
2023 ·
2024
Albanië ·
Andorra ·
Armenië ·
Azerbeidzjan ·
Bosnië en Herzegovina ·
Bulgarije ·
Cyprus ·
Denemarken ·
Duitsland ·
Egypte ·
Engeland ·
Estland ·
Faeröer ·
Finland ·
Frankrijk ·
Gibraltar ·
Griekenland ·
Hongarije ·
Ierland ·
IJsland ·
Iran ·
Israël ·
Italië ·
Jordanië ·
Kameroen ·
Kazachstan ·
Kosovo ·
Kroatië ·
Letland ·
Libanon ·
Liechtenstein ·
Litouwen ·
Luxemburg ·
Malta ·
Marokko ·
Moldavië ·
Mongolië ·
Montenegro · 
Nederland ·
Nieuw-Zeeland ·
Nigeria ·
Noord-Ierland ·
Noord-Macedonië ·
Noorwegen ·
Oekraïne ·
Oezbekistan ·
Oostenrijk ·
Paraguay ·
Polen ·
Portugal ·
Qatar ·
Roemenië ·
Rusland ·
Saint Kitts en Nevis ·
Saoedi-Arabië ·
Schotland ·
Servië ·
Slovenië ·
Slowakije ·
Spanje ·
Thailand ·
Tsjechië ·
Tunesië ·
Turkije ·
Uruguay ·
Verenigde Arabische Emiraten ·
Wales ·
Wit-Rusland ·
Zuid-Afrika ·
Zuid-Korea ·
Zweden ·
Zwitserland
UFF · A-internationals · Bondscoaches · Statistieken · Oezbeeks vrouwenelftal · Olympisch elftal · Oezbekistan U21 · Oezbekistan U20 · Oezbekistan U19 · Oezbekistan U18 · Oezbekistan U17
1990 – 1999 ·
2000 – 2009 ·
2010 – 2019 ·
2020 – 2029 ·
1994 · 
1995 · 
1996 · 
1997 · 
1998 · 
1999 · 
2000 · 
2001 · 
2002 · 
2003 · 
2004 · 
2005 · 
2006 · 
2007 · 
2008 · 
2009 · 
2010 · 
2011 · 
2012 · 
2013 · 
2014 ·
2015 ·
2016 ·
2017 ·
2018 ·
2019 ·
2020 ·
2021 ·
2022 ·
2023
Albanië ·
Armenië ·
Australië ·
Azerbeidzjan ·
Bahrein ·
Bangladesh ·
Bolivia ·
Bosnië en Herzegovina ·
Burkina Faso ·
Cambodja ·
Canada ·
China ·
Costa Rica ·
Estland ·
Filipijnen ·
Georgië ·
Hongkong ·
India ·
Indonesië ·
Irak ·
Iran ·
Israël ·
Japan ·
Jemen ·
Jordanië ·
Kameroen ·
Kazachstan ·
Kirgizië ·
Koeweit ·
Letland ·
Libanon ·
Malediven ·
Maleisië ·
Marokko ·
Mexico ·
Mongolië ·
Montenegro ·
Nieuw-Zeeland ·
Nigeria ·
Noord-Korea ·
Oeganda ·
Oekraïne ·
Oman ·
Palestina ·
Qatar ·
Rusland ·
Saoedi-Arabië ·
Senegal ·
Singapore ·
Slowakije ·
Sri Lanka ·
Syrië ·
Tadzjikistan ·
Taiwan ·
Thailand ·
Turkije ·
Turkmenistan ·
Uruguay ·
Venezuela ·
Verenigde Arabische Emiraten ·
Verenigde Staten ·
Vietnam ·
Wit-Rusland ·
Zuid-Korea ·
Zuid-Soedan ·
Zweden